# Fältslag

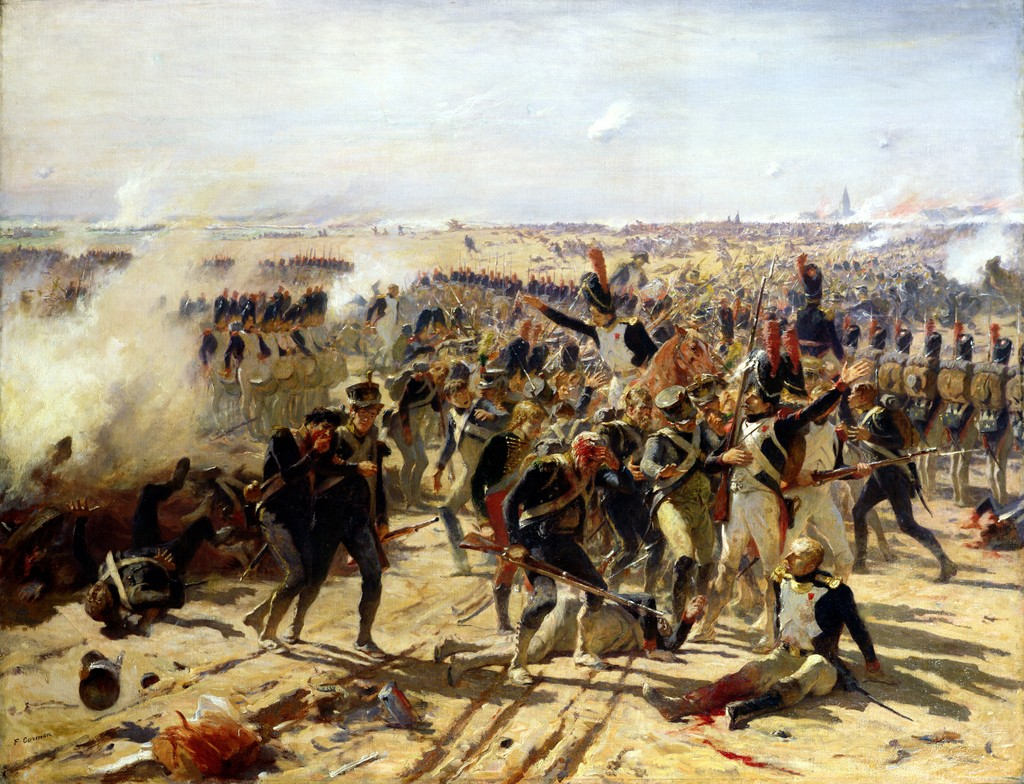
Slaget vid Aspern-Essling var ett fältslag under Napoleonkrigen.

Slaget vid Antietam var ett fältslag under amerikanska inbördeskriget.

Fältslag (batalj) kallas den blodiga sammanstötningen av två mot varandra kämpande arméer på ett slagfält. Slag i mindre omfattning, till exempel mellan enskilda delar av arméer, kallas för strid, träffning, skärmytsling o.s.v. 

## Planlagda slag
Om ena eller båda sidorna är beredda på striden uppstår en planlagd strid (fr. bataille rangée); träffar de under rörelserna oförberett på varandra, uppkommer ett oförberett slag, renkonterstrid (fr. rencontre). I det planlagda slaget vet de stridande något om fiendens ställning, så de kan ta åtgärder för striden i förväg, medan i det oförberedda slaget kommer allt plötsligt och befälhavarna måste snabbt uppfatta, besluta och utföra.

## Oförberedda slag
Fram till och med den napoleonska tiden började de flesta slag som planlagda. Senare har under det rörliga kriget de oförberedda slagen blivit den vanligaste formen. Slagets mål är att bryta fiendens krafter så att de blir oförmögna till vidare motstånd. Vid anfall kan slaget utföras antingen omfattande mot den ena eller båda av fiendens flyglar eller genombrytande mot mitten, medan trupper också anfaller de delar av fronten utanför huvudanfallet. Med nutidens stora truppmassor avbryts slaget vanligen av mörkret, och ofta kan man först under natten förstå slagets utgång. Antingen behåller fienden sin ställning, eller så blir ställningen intagen.

## Slagordning
Det sätt som trupperna uppställs till striden kallas slagordning. Förr var slagordningen viktig eftersom det gällde att sammanhålla långa, obrutna linjer. Numera har grupperingen i stort ersatt slagordningens vikt. Slagordningens front kallas för slaglinje. Med de stora härar som nutidens stater sänder i fält kommer slagen att utkämpas efter en lång sträcka och anta formen av en rad delslag. Det innebär också att slagen tar längre tid och är svårare att avgöra.